# گمینا لوبوویز
گمینا لوبوویز (به لهستانی:  Gmina Lubowidz) یک گمینا در لهستان است که در شهرستان ژورومین واقع شده‌است. گمینا لوبوویز ۱۹۰٫۸۱ کیلومتر مربع مساحت و ۷٬۳۳۹ نفر جمعیت دارد.